# Zwarte zapote
De zwarte zapote (Diospyros digyna) is een plant uit de familie Ebenaceae. Het is een verwant van de bekende kaki (Diospyros kaki).
Het is een tot 25 m hoge, groenblijvende boom met een tot 75 cm brede stam en een donkere bast. De afwisselend geplaatste, tot 30 × 15 cm grote bladeren zijn elliptisch-langwerpig tot lancetvormig-langwerpig en toegespitst aan het uiteinde. Ze hebben een gave rand, zijn van boven donkergroen, glanzend en leerachtig en aan de onderkant lichtgroen en dof. De tot 1,6 cm brede bloemen kunnen één- of tweeslachtig zijn. Ze groeien solitair of in tot zeven stuks grote groepen in de bladoksels van jonge loten. De bloemen bestaan uit een breedlippige, witte kroonbuis en een groene, blijvende kelk.
De vrucht is aanvankelijk heldergroen en glanzend, bolvormig, 5-15 cm in doorsnede en bezit aan de basis een opvallende, vier- tot zesslippige, bruingroene, 4-5 cm brede kelk. Tijdens het rijpingsproces verkleurt de schil naar olijfgroen en vervolgens donkergroen met bruine spikkels. Het vruchtvlees is glanzend, bruin tot bijna zwart, zacht, sappig en smaakt zoetig-nootachtig. De vruchten zijn zaadloos of bevatten tot tien 2,8 cm lange, afgeplatte zaden.
De pulp kan rauw uit de vrucht worden gelepeld en worden geconsumeerd. Tevens kan de pulp worden gepureerd en eventueel in ijs, melk of citrussap worden verwerkt en vervolgens als dessert worden verwerkt. Ook kan de zwarte zapote in diverse dranken worden verwerkt.
De zwarte zapote komt van nature voor in Meso-Amerika (Mexico, El Salvador, Belize, Guatemala, Honduras, Nicaragua) en in Costa Rica, Panama, Colombia en Ecuador. In Mexico wordt de soort tot op hoogten van 2000 m geteeld. Daarnaast wordt de plant in de rest van Midden-Amerika en op de Caraïben gekweekt. Ook kan de plant in Malakka, Hawaï, Mauritius, Brazilië, Indonesië en op de Filipijnen worden aangetroffen.